# Aurore Palmgren
Selma Charlotta Aurora (Aurore) Palmgren, född 28 mars 1880 i Kungsholms församling i Stockholm, död 28 juni 1961 i Jakobs församling i Stockholm, var en svensk skådespelare.
Palmgren studerade vid Elin Svenssons teaterskola 1902. Hon filmdebuterade 1933 i Ivar Johanssons Hälsingar och kom att medverka i drygt 75 filmer. 
Aurore Palmgren är begravd på Norra begravningsplatsen utanför Stockholm.

## Filmografi i urval
- 1933 – Hälsingar
- 1937 – Häxnatten
- 1938 – Karriär
- 1939 – Då länkarna smiddes
- 1939 – Hennes lilla Majestät
- 1939 – Gubben kommer
- 1940 – Blyge Anton
- 1940 – Än en gång Gösta Ekman
- 1941 – Göranssons pojke
- 1941 – Livet går vidare
- 1941 – Första divisionen
- 1942 – Lågor i dunklet
- 1942 – En trallande jänta
- 1942 – Kan doktorn komma?
- 1943 – I mörkaste Småland
- 1943 – Jag dräpte
- 1943 – Livet på landet
- 1943 – Elvira Madigan
- 1944 – Mitt folk är icke ditt
- 1944 – Prins Gustaf
- 1944 – På farliga vägar
- 1945 – Jagad
- 1945 – Bröderna Östermans huskors
- 1945 – Rattens musketörer
- 1946 – Barbacka
- 1946 – Åsa-Hanna
- 1946 – Klockorna i Gamla Sta'n
- 1946 – De unga tar vid
- 1947 – En fluga gör ingen sommar
- 1947 – Kvarterets olycksfågel
- 1948 – Var sin väg
- 1948 – Synd
- 1948 – Lars Hård
- 1948 – Banketten
- 1949 – Kvinna i vitt
- 1949 – Havets son
- 1949 – Flickan från tredje raden
- 1949 – Bohus Bataljon
- 1949 – Bara en mor
- 1950 – Restaurant Intim
- 1950 – Kvartetten som sprängdes
- 1950 – Pimpernel Svensson
- 1951 – Puck heter jag
- 1951 – Dårskapens hus
- 1952 – Klasskamrater
- 1953 – Malin går hem
- 1953 – Ingen mans kvinna
- 1953 – Flickan från Backafall
- 1954 – Hjälpsamma herrn
- 1954 – Dans på rosor
- 1954 – Karin Månsdotter
- 1954 – Herr Arnes penningar
- 1955 – Vildfåglar
- 1957 – Gårdarna runt sjön
- 1957 – Prästen i Uddarbo

## Teater

### Roller
| År   | Roll               | Produktion                                               | Regi               | Teater         |
| ---- | ------------------ | -------------------------------------------------------- | ------------------ | -------------- |
| 1929 | Fruktmånglerskan   | Maya Simon Gantillon                                     | Harry Roeck-Hansen | Blancheteatern |
| 1929 | Basset             | Skiljas Clemence Dane                                    | Harry Roeck-Hansen | Blancheteatern |
| 1929 | Mrs Parker         | Brevet W. Somerset Maugham                               | Harry Roeck-Hansen | Blancheteatern |
| 1930 | Minna              | Pengar på gatan Rudolf Bernauer och Rudolf Oesterreicher | Harry Roeck-Hansen | Blancheteatern |
| 1931 | Ketty              | Lidelser August Villeroy                                 | Sture Baude        | Blancheteatern |
| 1934 | Städerskan         | Ingen rädder Allan Scott och George Height               | Knut Martin        | Blancheteatern |
| 1934 | Johanna            | Flickor i uniform Christa Winsloe                        | Harry Roeck-Hansen | Blancheteatern |
| 1937 | Gertrud Gascoigne  | Min son är min David Herbert Lawrence                    | Harry Roeck-Hansen | Blancheteatern |
| 1938 | Fru Jones          | Min hustru doktor Carson St. John Greer Ervine           | Harry Roeck-Hansen | Blancheteatern |
| 1940 | Mrs Smith          | Tony ritar en häst Lesley Storm                          | Harry Roeck-Hansen | Blancheteatern |
| 1941 | Mary               | Skilda språk Samuel Nathaniel Behrman                    | Harry Roeck-Hansen | Blancheteatern |
| 1942 | Mrs Banner         | Sol i dimma Emlyn Williams                               | Harry Roeck-Hansen | Blancheteatern |
| 1942 | Susan              | Väninnor John Van Druten                                 | Harry Roeck-Hansen | Blancheteatern |
| 1943 | Louise             | Jag är sjutton år Paul Vandenberghe                      | Harry Roeck-Hansen | Blancheteatern |
| 1944 | Fru McQueston      | Den obetvingade segern Maxwell Anderson                  | Sam Besekow        | Blancheteatern |
| 1948 | Mme Follenvie      | Fettpärlan Gösta Sjöberg                                 | Harry Roeck-Hansen | Blancheteatern |
| 1949 | Gumman             | Dödsdansen August Strindberg                             | Gunnar Olsson      | Blancheteatern |
| 1950 | Jöran Perssons mor | Erik XIV August Strindberg                               | Alf Sjöberg        | Dramaten       |
| 1954 | Anne-Marie         | Ett dockhem Henrik Ibsen                                 | Harry Roeck-Hansen | Blancheteatern |